# Diamondhead (Mississippi)
Pour les articles homonymes, voir Diamond Head.
Diamondhead est une ville américaine située dans le comté de Hancock, dans l'État du Mississippi.
Selon le recensement de 2010, Diamondhead compte 8 425 habitants pour une superficie de 11,68 milles carrés (30,25 km2), dont 11,09 milles carrés (28,72 km2) de terres. La ville n'est alors qu'une census-designated place. Elle devient une municipalité à part entière le 6 février 2012,. Elle est la 111e municipalité avec le statut de « city » du Mississippi,.